# Sedaví
Sedaví est une commune de la province de Valence, dans la Communauté valencienne, en Espagne. Elle est située dans la comarque de l'Horta Sud et dans la zone à prédominance linguistique valencienne. Sa population s'élevait à 10 201 habitants en 2013.

## Histoire

### Epoque pré-islamique
Il n’existe aucune trace de peuplement antérieur à l’époque andalouse dans la région de Sedaví. Ceci est dû en partie au fait que l’Albufera de Valence était beaucoup plus vaste, couvrant une bonne partie du terme actuel, qui était principalement constitué de marais et de marécages. Pour cette raison, les Romains n’ont pas créé de colonies dans la région, mais ils l’ont fait dans des zones plus élevées comme Catarroja et Torrent.

### Époque arabe
Le dessèchement naturel de la périphérie de l’Albufera a donné lieu à de nouvelles zones habitables et cultivables. Cela a conduit à la construction de la ferme de Beniçiedaví ou Sidaví, propriété d’une famille arabe probablement Setabense, vers 1180. Bien qu’il n’existe pas de trace historique de l’emplacement de cette ferme à l'origine de Sedaví, son existence est démontrée dans deux citations du Llibre del Repartiment de València, dans lequel le roi Jacques Ier a accordé 144 hanegadas en 1239 au chevalier léridan Octavià et 216 hanegadas en 1244 au Père Lenda.

### Inondations de 2024
Fin octobre 2024, la municipalité a été frappée par des inondations catastrophiques dues à une tempête de pluie froide qui a balayé les routes, les ponts et les habitations, faisant plus de 100 morts et des centaines de sinistrés dans la province de Valence. Les pluies torrentielles ont fait débordé les rivières et les systèmes de drainage, submergeant des rues entières sous l’eau et causant des dégâts aux cultures et aux biens. La communauté, profondément touchée, doit maintenant relever le défi de la reconstruction au milieu d’une urgence humanitaire,,,.

## Géographie

Localisation de Sedaví
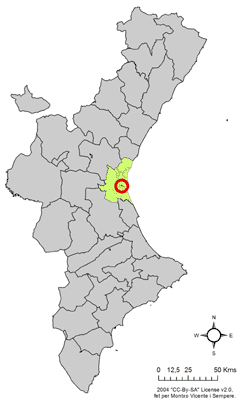
dans la Communauté valencienne.
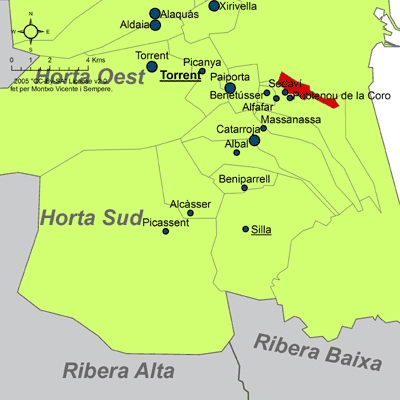
dans la comarque de l'Horta Sud.

Sedaví fait partie de la comarque historique de l'Horta de Valence.

### Localités limitrophes
Le territoire communal de Sedaví est voisin de celui des communes suivantes :
Alfafar, Llocnou de la Corona et Valence, toutes situées dans la province de Valence.

## Démographie
| 1900  | 1910  | 1920  | 1930  | 1940  | 1950  | 1960  | 1970  | 1981  | 1991  | 2000  | 2005  |
| ----- | ----- | ----- | ----- | ----- | ----- | ----- | ----- | ----- | ----- | ----- | ----- |
| 1.827 | 1.988 | 2.009 | 2.550 | 2.767 | 2.987 | 3.544 | 5.450 | 8.213 | 8.069 | 8.353 | 8.991 |

## Administration
Liste des maires, depuis les premières élections démocratiques.
| Législature | Nom du Maire              | Parti politique |
| ----------- | ------------------------- | --------------- |
| 1979-1983   | Manuel Corredor i Sanchis | PSPV-PSOE       |
| 1983-1987   | Manuel Corredor i Sanchis | PSPV-PSOE       |
| 1987-1991   | Manuel Corredor i Sanchis | PSPV-PSOE       |
| 1991-1995   | Manuel Corredor i Sanchis | PSPV-PSOE       |
| 1995-1999   | Manuel Corredor i Sanchis | PSPV-PSOE       |
| 1999-2003   | Manuel Corredor i Sanchis | PSPV-PSOE       |
| 2003-2007   | Manuel Corredor i Sanchis | PSPV-PSOE       |
| 2007-2011   | Rafael Pérez Martínez     | PP              |